# Penetrationsstrategie
Die Penetrationsstrategie (lateinisch penetrare, „eindringen“) ist ein Teil der Preispolitik im  Marketing von Unternehmen. Sie ist eine preispolitische Strategie im Rahmen von Produkt- oder Finanzinnovationen. Hierbei wird der Preis anfangs möglichst niedrig gehalten, um so schnell einen hohen Marktanteil zu erlangen. Später wird der Preis gegebenenfalls schrittweise erhöht. Das Unternehmen erhofft sich, durch die schnelle Erschließung des Marktes einen Wettbewerbsvorteil zu erzielen. Das Gegenstück zur Penetrationsstrategie ist die Abschöpfungsstrategie.

## Allgemeines
Die Penetrationsstrategie ist eine Niedrigpreisstrategie, wobei ein Produkt bei seiner Markteinführung auf einem niedrigen Preisniveau angeboten wird, um möglichst hohe Marktanteile zu gewinnen. Mittelfristig wird dann der Marktpreis eventuell angehoben. Penetrations- und Abschöpfungsstrategie wurden 1951 erstmals von Joel Dean beschrieben.
Nachteil ist, dass bei der Markteinführung Gewinnchancen wegen der niedrigen Preise nicht genutzt werden, weil die Zahlungsbereitschaft der Nachfrager nicht vollständig ausgeschöpft wird.

## Voraussetzungen
Voraussetzungen für eine erfolgreiche Penetrationsstrategie sind:
- die Existenz eines hinreichend großen Absatzmarktes,
- eine hohe Preiselastizität der Nachfrage,
- hohe Anbieterwechselkosten (Verhinderung von Kundenabwanderung bei Erhöhung der Preise),
- Herstellungs- und Vertriebskosten müssen fallen, wenn die Absatzmenge steigt,
- Ausreichende kurzfristige Liquidität des Unternehmens,
- Netzwerkeffekte, die zu einem höheren Nutzen der Folgenachfrager führen, die somit zahlungsbereiter sind als die Erstkunden (z. B. Telefonnetze, Internet, Börsen).
- Erfahrungskurveneffekte, die bei höherer kumulierter Produktionsmenge zu Kostenvorteilen führen.

Das Produkt muss außerdem mehr oder weniger regelmäßige Zahlungsströme nach sich ziehen. Üblicherweise eignet sich die Penetrationsstrategie nur für diejenigen, die bereits Marktführer oder Monopolist in einem eng benachbarten Markt sind. Denn in diesem Fall bestehen oft bereits Kundenbeziehungen, die durch das neue Produkt nur weiter „ausgebaut“ werden müssen.

## Preisstrategien
Unterschieden wird bei Preisstrategien meist zwischen Festpreisstrategie, Preiswettbewerbsstrategie und Preisabfolgestrategie:
| Preisstrategie            | Substrategien                                             | Bemerkungen | Strategie-Ziel                                              |
| ------------------------- | --------------------------------------------------------- | --- | ----------------------------------------------------------- |
| Festpreisstrategie        | Hochpreisstrategie Niedrigpreisstrategie Yield Management | hohes Preisniveau etwa bei Luxusgütern, Markenartikeln, Nischenprodukten niedriges Preisniveau etwa bei Massenprodukten, Verdrängungswettbewerb Preisdifferenzierung durch dynamisches Preismanagement etwa bei Fluggesellschaften zur Kapazitätssteuerung | Qualitätsführerschaft Kostenführerschaft Kostenführerschaft |
| Preiswettbewerbsstrategie | Festpreisstrategie                                        | die Festpreisstrategie wird bei sich verändernder Marktentwicklung angepasst | Preisführerschaft                                           |
| Preisabfolgestrategie     | Abschöpfungsstrategie Penetrationsstrategie               | begonnen wird mit hohen Preisen, die sukzessive gesenkt werden begonnen wird mit niedrigen Preisen, die sukzessive erhöht werden | Markteinführung von Produktinnovationen, Markträumung       |

Angesprochen werden jeweils unterschiedliche Zielgruppen, so etwa bei der Hochpreisstrategie die Qualitätskäufer oder bei der Niedrigpreisstrategie die Schnäppchenjäger.

## Empirische Befunde
Martin Spann/Marc Fischer/Gerard Tellis analysierten 2015 die Häufigkeit und Wahl dynamischer Preisstrategien in einem komplexen dynamischen Markt mit 663 Produkten (Digitalkameras) von 79 unterschiedlichen Marken. Die empirische Analyse zeigte, dass entgegen den Empfehlungen in der Literatur die Mehrheit der Produkte nicht einer Skimming-Pricing- oder Penetrationsstrategie folgt. Es finden sich fünf verschiedene Preisstrategien: Skimming (20 % Häufigkeit), Penetration (20 % Häufigkeit) und drei Varianten einer Marktpreisstrategie (60 % Häufigkeit), bei der die Produkte zum Marktpreis eingeführt werden. Bei einer Skimmingstrategie werden die Produkte durchschnittlich 16 % über dem Marktpreis eingeführt. Bei einer Penetrationsstrategie erfolgt die Markteinführung im Durchschnitt 18 % unterhalb des Marktpreises. In diesem Markt verfolgen Unternehmen in der Regel einen Strategiemix über ihr Produktportfolio. Die Wahl einer bestimmten Strategie für ein Produkt hängt mit Markt-, Unternehmens- und Markencharakteristika wie beispielsweise Wettbewerbsintensität, Position als Marktpionier, Markenreputation und Erfahrungskurveneffekten zusammen.